# Lanarkita
La lanarkita és un mineral de plom, oxigen i sofre, químicament és una sal doble, un oxisulfat de plom, de fórmula Pb₂O(SO₄), de colors pàl·lids (gris, verd i groc) o incolora, una duresa de 2-2,5, i una densitat de 6,92-7,08 g/cm³, cristal·litza en el sistema monoclínic. El seu nom fa referència al lloc on fou descoberta, la mina Susanna, al comtat de Lanark, Escòcia.